# Wiktor Sergejewitsch Melantjew
Wiktor Sergejewitsch Melantjew (russisch Виктор Сергеевич Мелантьев; * 2. Juni 1986 in Brjuchowezkaja, Region Krasnodar, Russische SFSR, Sowjetunion) ist ein russischer Kanute, Weltmeister und Europameister.

## Sportliche Karriere
2008 nahm Melantjew an den Olympischen Spielen in Peking teil und belegte den achten Platz (C-1 1000 m).
Bei den Weltmeisterschaften 2009 in Dartmouth gewann Melantjew eine Gold- (C-1 4 × 200 m Staffel), eine Silber- (C-4 200 m) und eine Bronzemedaille (C-2 1000 m; mit Nikolai Lipkin). Zwei Jahre später gewann er eine Goldmedaille (C-1 4 × 200 m Staffel) bei den Weltmeisterschaften in Szeged. Bei den Weltmeisterschaften 2013 in Duisburg gewann Melantjew zwei Gold- (C-2 500 m; mit Iwan Schtyl und C-1 200 m Relay m) und eine Silbermedaille (C-2 1000 m; mit Ilja Perwuchin). 2014 gewann er in Moskau eine Goldmedaille (C-4 1000 m). 2017 in Plowdiw wurde er zusammen mit Iwan Schtyl wieder Weltmeister (C-2 500 m).
Melantjew wurde mehrmals Europameister und russischer Meister.

## Auszeichnungen (Auswahl)
- 2010:  Verdienter Meister des Sports Russlands[2][3]